# Торо великий
То́ро великий (Phyllastrephus xavieri) — вид горобцеподібних птахів родини бюльбюлевих (Pycnonotidae). Мешкає в Центральній Африці.

## Підвиди
Виділяють два підвиди:
- P. x. serlei Chapin, 1949 — північні і західні схили гори Камерун;
- P. x. xavieri (Oustalet, 1892) — від Камеруну до західної Уганди і північно-західної Танзанії.

## Поширення і екологія
Великі торо живуть в рівнинних, гірських і заболочених тропічних лісах.